# UFC 311
UFC 311: Makhachev vs. Moicano foi um evento de artes marciais mistas produzido pelo Ultimate Fighting Championship que aconteceu em 18 de janeiro de 2025, no Intuit Dome em Inglewood, Califórnia, Estados Unidos.

## Contexto

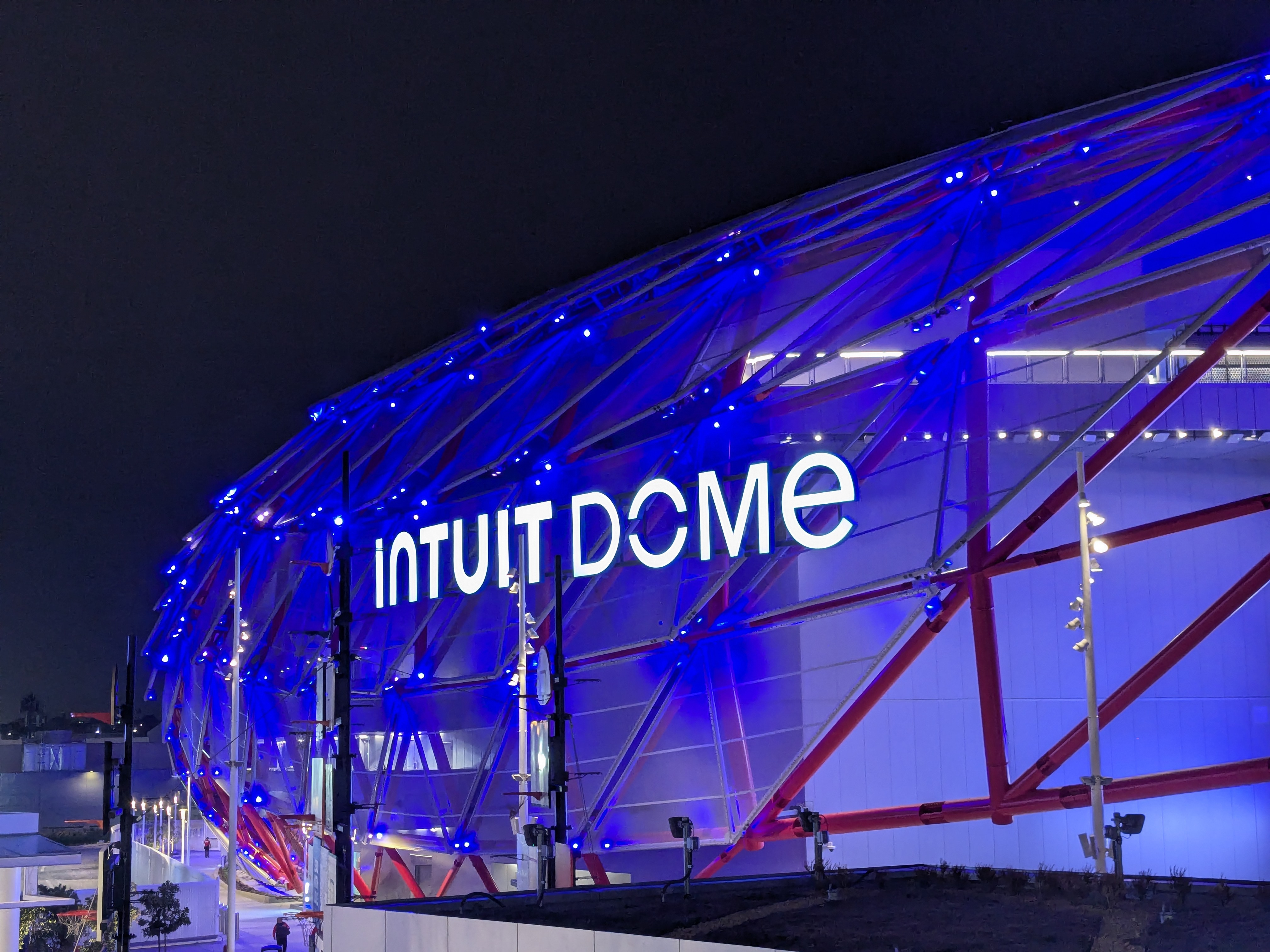
Após sediar 17 eventos na Grande Los Angeles, este marcou a estreia do UFC no Intuit Dome, inaugurado em agosto de 2024.

O evento marcou a terceira visita do UFC a Inglewood e a primeira desde o UFC 232, realizado em dezembro de 2018. Houve preocupações quanto à realização deste evento devido à série de incêndios florestais recentes que afetaram o sul da Califórnia, mas a organização do local assegurou, uma semana antes, que ele ocorreria conforme o planejado.
Uma luta pelo Cinturão Peso Leve do UFC entre o atual campeão Islam Makhachev e Arman Tsarukyan estava originalmente programada para ser a luta principal do evento. Eles já haviam se enfrentado no UFC Fight Night: Overeem vs. Oleinik, em abril de 2019, quando Makhachev derrotou Tsarukyan por decisão unânime. Um dia antes do evento, foi noticiado que Tsarukyan sofreu uma lesão que o forçou a sair da luta. Renato Moicano, que originalmente enfrentaria Beneil Dariush no mesmo card, entrou como substituto de Tsarukyan, e Dariush acabou não competindo neste evento.
Uma luta pelo Cinturão Peso Galo do UFC entre o atual campeão Merab Dvalishvili e o desafiante invicto Umar Nurmagomedov serviu como coevento principal.
Uma luta na categoria peso galo entre Ricky Turcios, vencedor do The Return of The Ultimate Fighter: Team Volkanovski vs. Team Ortega, e Bernardo Sopaj estava inicialmente prevista para acontecer no UFC Fight Night: Magny vs. Prates, em novembro de 2024, mas foi cancelada após a pesagem devido a problemas médicos não divulgados relacionados a Turcios. O confronto foi remarcado para este evento.
Grant Dawson e Carlos Diego Ferreira estavam programados para se enfrentar em uma luta na categoria peso leve neste evento. Eles já eram esperados para lutar no UFC Fight Night: Santos vs. Walker, em outubro de 2021, mas Ferreira se retirou do confronto devido a uma lesão.
Uma luta na categoria peso meio-pesado entre Johnny Walker e Bogdan Guskov estava programada para este evento. No entanto, Walker se retirou do confronto devido a uma lesão e foi substituído pelo estreante Billy Elekana.
Zachary Reese e Sedriques Dumas estavam escalados para se enfrentar em uma luta na categoria peso médio no card preliminar. No entanto, Dumas se retirou durante a semana do evento e foi substituído pelo atual campeão peso médio do LFA, Azamat Bekoev.
Durante a transmissão do evento, o produtor executivo e um dos criadores do The Ultimate Fighter, Craig Piligian, foi anunciado como o próximo integrante da “ala de contribuintes” do Hall da Fama do UFC, com a cerimônia marcada para a International Fight Week, que acontecerá neste verão em Las Vegas.

## Resultados
1. ↑  Pelo Cinturão Peso Leve do UFC.
2. ↑  Pelo Cinturão Peso Galo do UFC.

## Prêmios de bônus
Os seguintes lutadores receberam bônus de US$ 50.000.
- Luta da Noite: Merab Dvalishvili vs. Umar Nurmagomedov
- Performance da Noite: Jiří Procházka e Jailton Almeida